# Edmund Biernacki (aktor)
Edmund Biernacki (ur. 16 listopada 1886 w Warszawie, zm. 18 czerwca 1974 w Skolimowie) – polski aktor teatralny i filmowy.

## Życiorys
Był uczniem warszawskiej Szkoły Aplikacyjnej (1908/1909). W 1908 lub 1909 roku debiutował w Lublinie na scenie teatralnej. W latach 1909–1911 był członkiem zespołu Henryka Czarneckiego, grając we Włocławku, Płocku i Lublinie. Następnie grał w Teatrze Komedii w Płocku (1911–1912) oraz w Teatrze Artystycznym w Kaliszu (1912). W kolejnych latach grał w Lublinie (1912–1913), Wilnie (Teatr Polski na Pohulance, 1913–1914) oraz w Warszawie (Teatr Mały) oraz był członkiem objazdowego zespołu Marii Przybyłko-Potockiej. W latach 1915–1925 ponowie występował w Lublinie (Teatry: Wielki, Żołnierski, Miejski), natomiast w latach 1925–1939 grał na scenach warszawskich (Teatry: im. Wojciecha Bogusławskiego, Narodowy, Letni, Polski, Mały).
Podczas II wojny światowej mieszkał w Warszawie oraz Łodzi, pracując w Państwowym Zakładzie Ubezpieczeń Wzajemnych. Po zakończeniu walk powrócił do pracy scenicznej, występując m.in. w łódzkim Teatrze Wojska Polskiego (1948–1949). Następnie został członkiem zespołu Teatru im. Stefana Żeromskiego w Kielcach i Radomiu, gdzie pracował aż do przejścia na emeryturę we wrześniu 1966 roku. W listopadzie tegoż roku zamieszkał w Domu Artystów Weteranów Scen Polskich w Skolimowie, gdzie zmarł.

## Filmografia
- Strachy (1938) – sprzedawca w sklepie obuwniczym
- Robert i Bertrand (1938) – kasjer na dworcu
- Florian (1938) – organista
- Geniusz sceny (1939) – chłop w „Niespodziance”
- Nawrócony (1947)
- Stalowe serca (1948) – Hanzel
- Skarb (1948) – urzędnik USC udzielający ślubu Krysi i Witkowi
- Za wami pójdą inni (1949) – gość na urodzinach Anny
- Czarci żleb (1949)
- Przygoda na Mariensztacie (1953) – dozorca budowy
- Miasteczko (1958) – Józef Ptasiński
- Tysiąc talarów (1959) – Tymoteusz Krupa, przedstawiciel domu starców